# Rapanea porosa
Rapanea porosa là một loài thực vật có hoa trong họ Anh thảo. Loài này được (F. Muell.) Mez miêu tả khoa học đầu tiên năm 1902.